# WEVERSE COMPANY
WEVERSE COMPANY（韓語：위버스컴퍼니）是一間韓國公司。舊名為beNX，2018年於韓國成立，為韓國HYBE旗下子公司，負責開發營運社群網路服務、電子商務平台等相關產品服務。目前營運中有Weverse、Weverse Albums等APP。

## 歷史
2018年7月2日，Big Hit娛樂成立子公司beNX，並開設Big Hit Shop平台。
2019年6月3日，公司開發新電商平台「Weply」上線，而Big Hit Shop將在同月30日關閉。
2019年6月11日，開發的全球粉絲社群平台「Weverse」上線。
2020年3月9日，營運的電商Weply，改名為「Weverse Shop」。
2021年1月27日，宣布NAVER以第三者有償增資的方式向beNX投資約3548億韓元，並轉讓V LIVE的事業部給beNX，同時決議將beNX公司名稱變更為“WEVERSE COMPANY Inc.”。母公司Big Hit娛樂將與NAVER合作，打造合併兩家公司的Weverse和V LIVE的使用者、資訊內容、服務等的新全球粉絲社群平台。
2022年3月2日，NAVER將V LIVE營業權讓渡給公司，並接續提供會員服務。
2022年5月3日，公司將整合Weverse與V LIVE，預計於同年7月推出Weverse 2.0。
2022年5月25日，推出音樂APP「Weverse Albums」。
2022年6月2日，HYBE成立Weverse Japan，成為公司旗下子公司，同年7月1日成立Weverse America。
2022年7月18日，公司推出新版的Weverse，新增V LIVE的直播功能，並更新UX與UI，而現有的V LIVE可以繼續使用直到同年年底將與Weverse逐漸整合。
2022年7月25日，推出團體NewJeans專屬APP「Phoning」。
2024年1月5日，Weverse Shop 於微信小程序上線。
2024年5月7日，Weverse Shop的APP終止服務，功能合併至Weverse。

## 開發營運
- Weverse：全球粉絲社群平台，電子商務APP「Weverse Shop」合併至Weverse。

- Weverse Albums：公司開發的音樂APP，將購買的Weverse專輯音樂添加到此應用程式，以下載並欣賞藝人的音樂，還能於APP上欣賞照片卡與相冊。

- Phoning：團體NewJeans專屬APP，提供粉絲團體成員的訊息、行程、直播、照片等內容。

## 停止營運
- Big Hit Shop (2018－2019年)
- V LIVE (2022年3月－12月)

## 外部連結
WEVERSE COMPANY
- 官方网站

Weverse
- Weverse官方網站
- Weverse的Instagram帳戶
- Weverse的X（前Twitter）
- YouTube上的Weverse頻道
- Weverse的Facebook專頁

Weverse Shop
- Weverse Shop官方網站
- Weverse Shop的X（前Twitter）
- Weverse Shop的Instagram帳戶
- Weverse Shop的Facebook專頁
- Weverse Shop的新浪微博